# Guillem Camps Coll
Guillem Camps Coll (Ciutadella, 1946) és un polític menorquí del PP de Menorca.

## Biografia
Fou president de PIMEB (Confederació PIME Balears) entre 1983 i 1988. i conseller del Consell de Menorca entre 1999 i 2007. Des d'agost de 1995 a juny de 1996 fou conseller de Comerç i Indústria del Govern balear i el 9 de juny del 1996 fou nomenat per Jaume Matas conseller de Treball i Formació, càrrec que va ocupar fins a finalitzar la legislatura el juliol de 1999. El 2007 abandonà la política.